# Карапаев, Юрий Васильевич

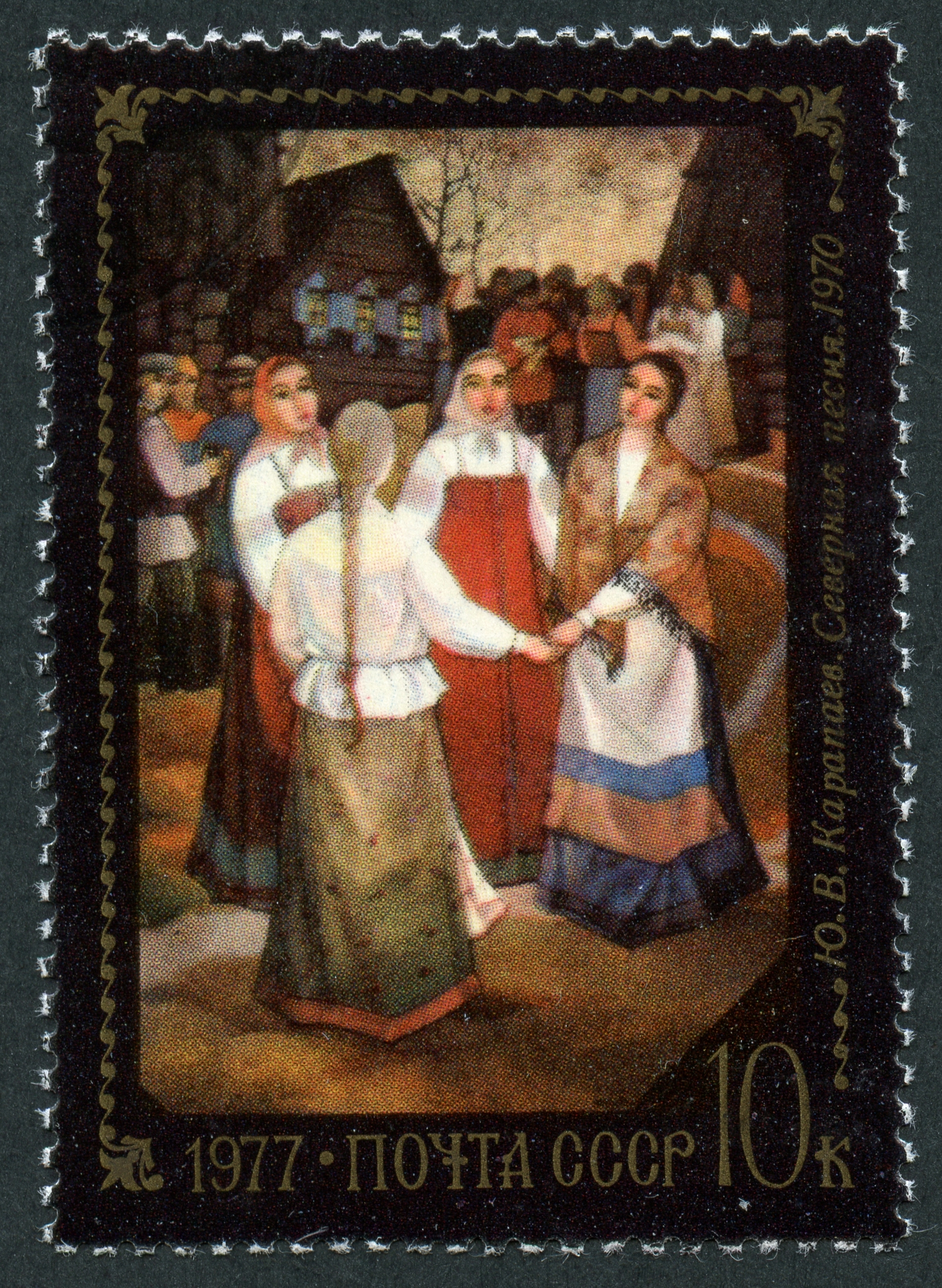
Марка Почты СССР, 1977 год. «Северная песня», автор изображения — Ю. В. Карапаев

Юрий Васильевич Карапаев (1 февраля 1936 года, Клин, РСФСР, СССР — 30 сентября 2009 года) — советский и российский художник, мастер лаковой миниатюры (Федоскинская школа), пейзажист, народный художник Российской Федерации (1995).

## Биография
Родился в 1 февраля 1936 году в городе Клин, где семья жила в доме репрессированного священника Николая Александровича Бруни — художника, скульптора, музыканта, поэта, писателя, переводчика, лётчика-авиатора, участника Гражданской войны 1914 года, настоятеля храма Успения Божией Матери в Клину.
В юношеские годы подружился с будущим коллегой по миниатюрной живописи Аркадием Колосковым, и дружил с ним всю жизнь.
Учился в Федоскинском художественно-промышленном училище (1950-54), работал в Федоскинских мастерских лаковой миниатюры (по 2000 год).
С 1957 года активно участвовал в советских и зарубежных художественных выставках, а в Клину регулярно проходили его персональные выставки.
В 1967 году — принят в Союз художников СССР.
В 1970 году — присвоено звание «Мастер-художник первого класса».
В 2000 году — вышел на пенсию и начал рисовать пейзажи.
Юрий Васильевич Карапаев умер 30 сентября 2009 года, похоронен на кладбище в селе Федоскино городского округа Мытищи Московской области.
Картины и лаковые миниатюры художника находятся в частных и государственных собраниях России и других стран бывшего СССР.
Его именем в 2010 году назван выставочный зал в Клину, где регулярно проходят крупные художественные выставки.

## Творческая деятельность
Работал в классической технике миниатюрной лаковой живописи в жанрах: пейзажа, портрета, фольклорного и бытового сюжета. В лаковой живописи Федоскино художником создано более ста творческих произведений.
Основные работы в лаковой миниатюре: «Ермак»‚ «Снегурочка», «Вожатый», «Одуванчик», «Репка», «Лужники», вазочка «Березки», «Одетта», «Маскарад», «Русский снег», «Осенний пейзаж», «Танец «Березка», «На яхте», «Девушка с гусями», «Молодая хозяйка», «Сивка-бурка»‚ «Дом Чайковского», «Золотые листья», «Осень», «Лето», «Васильки», «Пастораль», панно «Золотая осень» и «Панфиловцы».
После выхода на пенсию и окончания работы, все творческие силы сосредоточил на пейзажной живописи.
Основные работы в живописи: «Березовые ситцы», «Роща», «Мартовская синь», «Осенние звоны», «Хороший денек», «Иван-чай».

## Награды
- Народный художник Российской Федерации (1995)
- Заслуженный художник РСФСР (1980)
- золотая медаль ВДНХ, серебряная медаль ВДНХ, бронзовая медаль ВДНХ